# Colombie aux Jeux bolivariens
La Colombie a participé à tous les Jeux bolivariens depuis leur création en 1938. Elle a remporté trois fois cette compétition, en 2013, 2017 et 2022.

## Historique des médailles
| Année | Pays      | Position | Or    | Argent | Bronze | Total |
| ----- | --------- | -------- | ----- | ------ | ------ | ----- |
| 1938  | Colombie  | 3/6      | 19    | 26     | 21     | 66    |
| 1947  | Pérou     | 3/6      | 13    | 18     | 17     | 48    |
| 1951  | Venezuela | 4/6      | 14    | 21     | 18     | 53    |
| 1961  | Colombie  | 2/5      | 24    | 68     | 38     | 130   |
| 1965  | Équateur  | 2/6      | 30    | 17     | 22     | 69    |
| 1970  | Venezuela | 2/6      | 52    | 54     | 45     | 151   |
| 1973  | Panama    | 2/6      | 55    | 44     | 42     | 141   |
| 1977  | Bolivie   | 2/6      | 36    | 36     | 22     | 94    |
| 1981  | Venezuela | 2/6      | 39    | 52     | 53     | 144   |
| 1985  | Équateur  | 2/6      | 59    | 62     | 64     | 185   |
| 1989  | Venezuela | 2/6      | 64    | 68     | 76     | 208   |
| 1993  | Bolivie   | 2/6      | 84    | 54     | 31     | 169   |
| 1997  | Pérou     | 2/6      | 119   | 93     | 75     | 287   |
| 2001  | Équateur  | 2/6      | 96    | 117    | 117    | 330   |
| 2005  | Colombie  | 2/6      | 173   | 181    | 116    | 470   |
| 2009  | Bolivie   | 2/6      | 140   | 127    | 88     | 355   |
| 2013  | Pérou     | 1/11     | 166   | 135    | 113    | 414   |
| Total | Total     | 2/6      | 1 181 | 1 167  | 960    | 3 308 |